# 聖ルチアの埋葬
『聖ルチアの埋葬』（せいルチアのまいそう、伊: Seppellimento di santa Luchia、英: The Burial of Saint Lucy）は、17世紀イタリア・バロック期の巨匠ミケランジェロ・メリージ・ダ・カラヴァッジオが1608年にキャンバス上に油彩で制作した祭壇画である。1608年10月にマルタ島の監獄から逃れたカラヴァッジオが小舟で到着したシチリア島のシラクサで描いたもので、彼の晩年様式の特徴をよく示している。作品は、シラクサのサンタ・ルチア・アル・セポルクロ教会のために描かれたが、近年修復され、現在、シラクサのベッローモ州立美術館に所蔵されている。

## 背景
シラクサにやってきたカラヴァッジオは、シラクサ出身の旧友の画家マリオ・ミンニーティを8年ぶりで頼った。以前、ローマでカラヴァッジオとミンニーティはフランチェスコ・マリア・デル・モンテ枢機卿の邸宅にいっしょに移り住んだ間柄で、ミンニーティは『女占い師』（カピトリーノ美術館、ルーヴル美術館）などのカラヴァッジオの初期作品のモデルを務めていた。ミンニーティは1604年にローマを去り、故郷のシラクサに戻っていた。その後、ふとしたはずみで人を殺してしまったが、赦され、メッシーナに移り住んだ彼はシチリア中に名声を馳せる画家となった。
ミンニーティはカラヴァッジオを温かく迎え、シラクサの元老院に対し、カラヴァッジオに作品を依頼するよう懇願した。そして、カラヴァッジオに守護聖人聖ルチアを祀ったサンタ・ルチア・アル・セポルクロ（「墓地の聖ルチア」の意）教会の祭壇画『聖ルチアの埋葬』制作の仕事を斡旋したのである。逃走資金を必要としていたカラヴァッジオはこの話に飛びついた。彼は、シラクサにやってきた1608年10月末からメッシーナにいたと思われる12月6日までの2ヵ月ほどの間に本作を仕上げたと考えられる。ミンニーティがカラヴァッジオを手助けしたのかもしれない。ちなみに、12月3日は聖ルチアの祭日であったので、カラヴァッジオはそれに合わせるために急いだ可能性がある。

## 主題

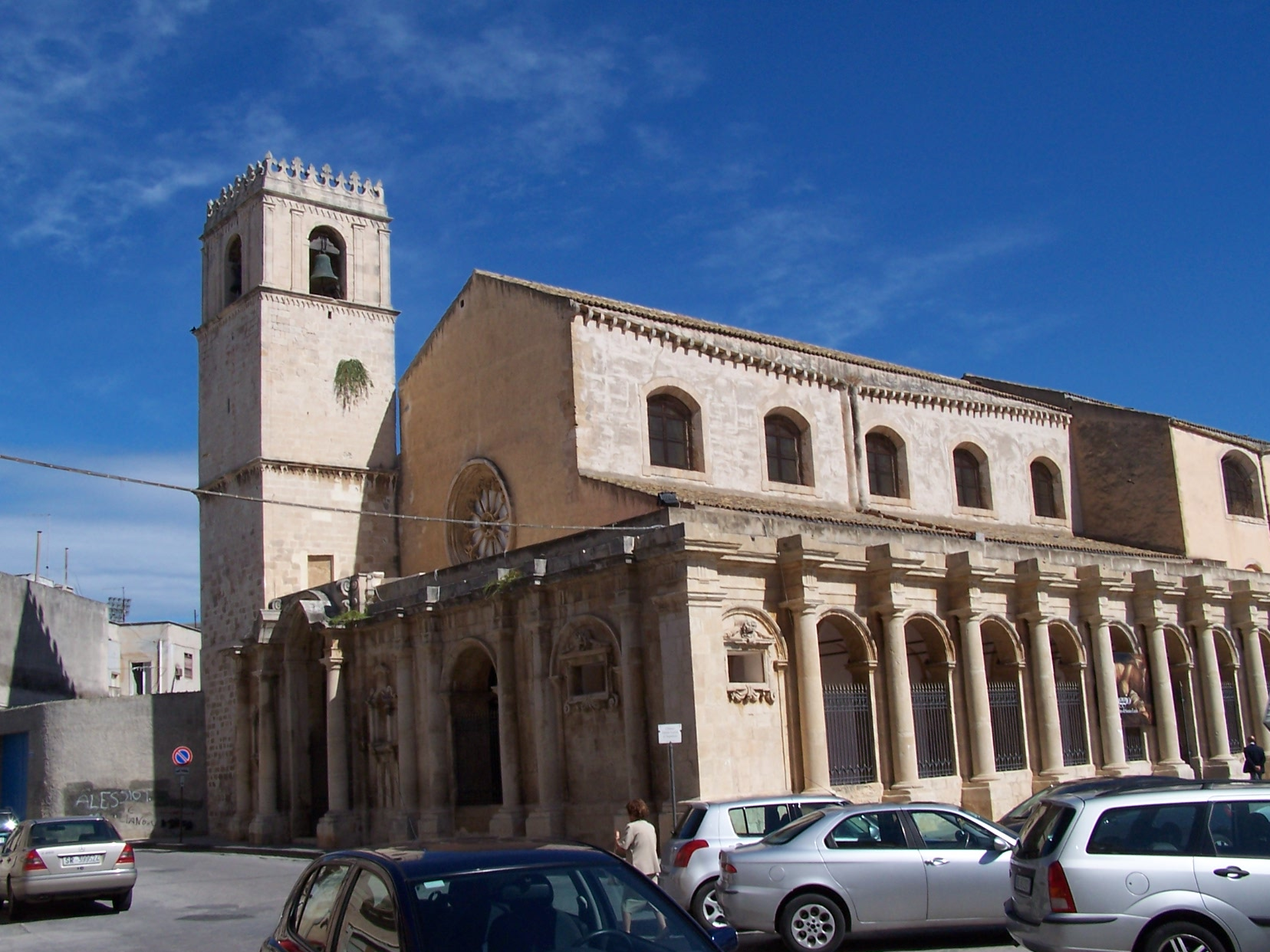
サンタ・ルチア・アル・セポルクロ教会 (シラクサ)

ヤコブス・デ・ウォラギネの『黄金伝説』 によれば、シラクサの聖ルチアは母親が病気から奇蹟的に治癒したことに感謝して、自身の富を貧しいものに分け与えた。婚約者からキリスト教徒として非難された彼女はイエス・キリストへの信仰を棄てることを拒否し、婚約を破棄した。その結果、婚約者の父親に投獄され、短剣で喉を切られて殉教した（304年）。彼女はシラクサに葬られたが、400年ほど後に彼女の遺体はヴェネツィアに運ばれてしまったため、シラクサで彼女への信仰は忘れられた。それがようやくカラヴァッジョの時代になって復活し、1608-1610年に聖ルチアが葬られた場所にサンタ・ルチア・アル・セポルクロ教会が建てられたのである。
聖ルチアは多くの絵画の主題となってきたが、その埋葬という場面は稀な主題である。本作が彼女の埋葬場所に建つ教会のために意図されたからであるが、ほかに類例がないだけに図像の点でカラヴァッジオにはほとんどゼロからの出発となった。

## 作品
本作は保存状態が悪く、画面下部を初め多くの部分が失われてしまっている。中央の助祭の隣に立つ女性の顔のように、稚拙な修復によって損なわれてしまった部分も少なくない。しかし、本来の全体の構図は、古い銅板による複製を見ればわかる。たとえば、左側のアーチの下には大きな木製の扉が描かれていた。
絵画の背景は、古代建築を思わせる壮大な建物の壁となっている。カラヴァッジオは、シラクサ滞在中に考古学者ヴィンチェンツォ・ミラベッラの案内で「石切り場（ラトミア）」という場所を訪れ、「ディオニュシオス（古代シラクサの僭主）の耳」と名づけているが、この石切り場の高く巨大な空間は本作の画面構成に影響を与えたと考えられる。さらに画面左奥の二重のアーチは、シラクサにあるサン・マルチャーノのクリプタ（地下祭室）に実際に見られる。本作の広大な画面は、初期キリスト教時代のカタコンベの歴史を想起させるものなのである。

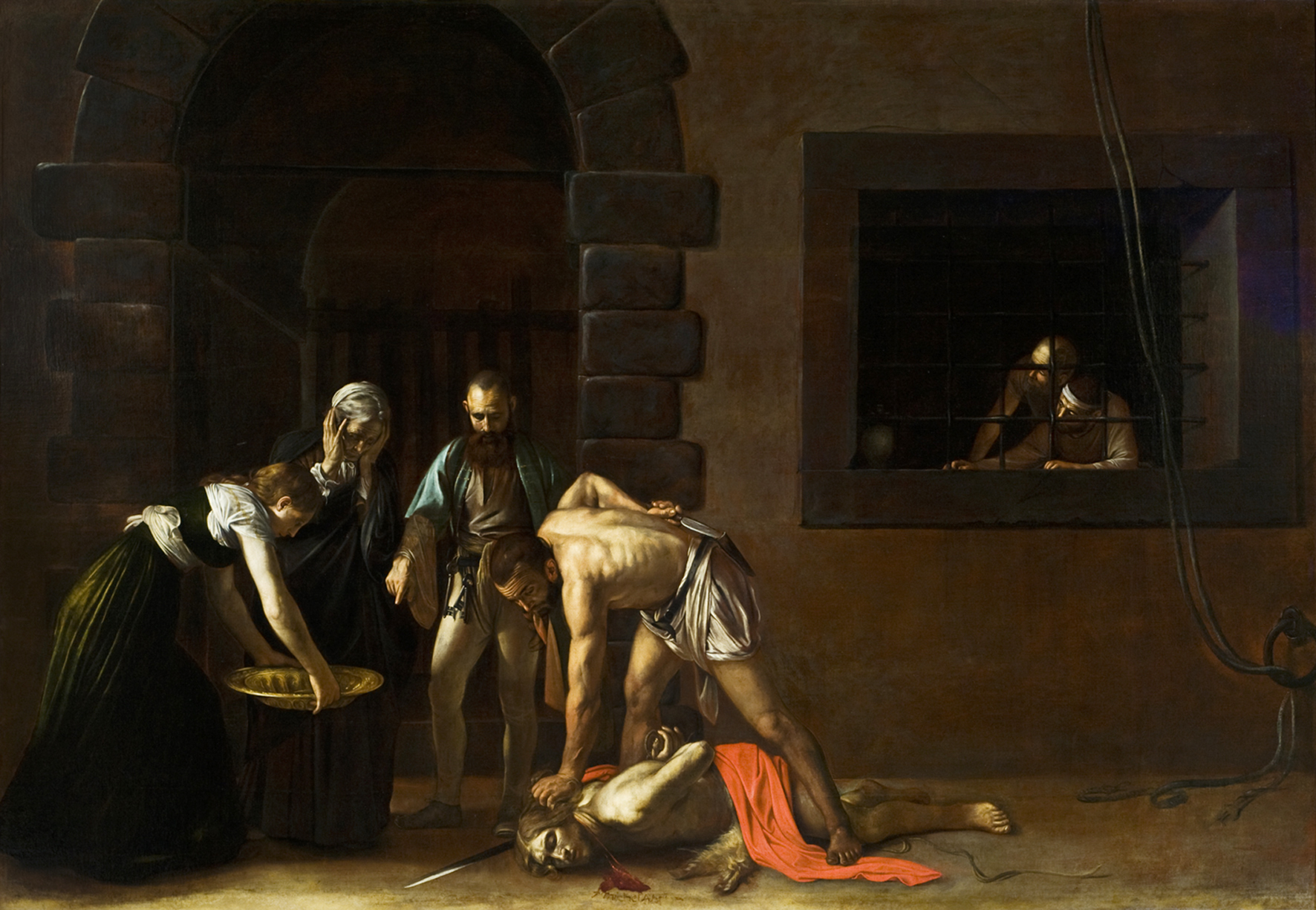
カラヴァッジオ『洗礼者聖ヨハネの斬首』 (1608年)、聖ヨハネ准司教座聖堂、ヴァレッタ

画面上部が広く開いた空間の中に聖女ルチアの死を悼む人々が集まっており、地面には彼女の遺体が横たえられている。彼女の首には痛ましい切り傷が見えるが、修復の際の調査によると、当初、彼女の首は切断されていた。カラヴァッジオの時代に彼女は斬首ではなく、喉を切られて殉教したという新説が唱えられたので、描きなおしたのであろう。現在では見えにくくなっているが、ルチアが右手に持っているのは殉教の勝利を象徴するシュロの葉である。
ルチアの遺体の前には、彼女を葬るための墓穴を掘ろうとする2人の人夫が非常に大きく描かれている。また、右手には、甲冑を身に着け剣を持つこの場の責任者および司祭がやはり大きく描かれている。巨大な空間に巨大な人物を絶妙なバランスで描いた構図は、その斬新さが衝撃的である。そして、鑑賞者は冷え冷えとした古代の建物の一角で、聖女の埋葬が行われている場面にたまたま遭遇したかのような臨場感を持つ。

カラヴァッジオ『聖母の死』 (1604-1606年)、ルーヴル美術館、パリ

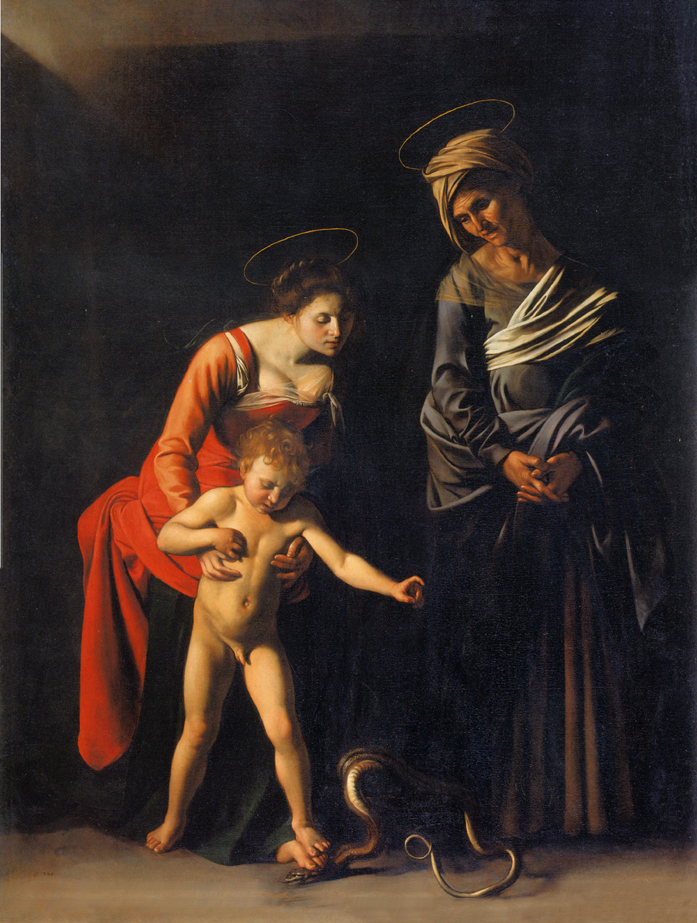
カラヴァッジオ『聖アンナと聖母子』 (1605-1606年)、ボルゲーゼ美術館、ローマ

本作は、すぐ以前にマルタ島で描かれた『洗礼者聖ヨハネの斬首』 (聖ヨハネ准司教座聖堂、ヴァレッタ) の延長線上にある。荒々しいタッチが目立ち、急いで描かれたように見えるが描写は確かで、カラヴァッジオの晩年様式の特徴をよく示している。闇が画面を覆っており、その中で斜めから射す光が静かに人々を照らしている。色彩の点では茶褐色が支配的で、中央に立つ助祭の赤色のマント（『洗礼者聖ヨハネの斬首』のヨハネのマントを想起させる）が目に付くだけである。
なお、ルチアは『聖母の死』（ルーヴル美術館、パリ）の聖母マリアのポーズを繰り返しているように見え、中央に立つ助祭のポーズは『聖アンナと聖母子』の聖アンナを想起させる。さらに、しゃがんで両手で顔を包む老女は『洗礼者聖ヨハネの斬首』の老女と類似しており、後方で1人だけあらぬ方を見ている男の顔はカラヴァッジオの自画像ではないかと思われる。彼の作品ではしばしば自画像らしい人物が登場するが、最晩年の作品ではそれが顕著となる。